# Захарій Паліашвілі
Заха́рій Петро́вич Паліашві́лі (також Паліяшвілі; груз. ზაქარია პეტრეს ძე ფალიაშვილი; 16 серпня 1871, Кутаїсі — 6 жовтня 1933, Тифліс) — грузинський композитор (один з основоположників грузинської класичної музики), музичний педагог, громадський діяч. Народний артист Грузинської РСР з 1925 року. Автор музики до сучасного Гімну Грузії.

## Біографія
Народився 4 [16] серпня 1871 року в місті Кутаїсі (нині Грузія) у багатодітній сім'ї співака церковного хору, 6 (він, четверо братів і сестра) із 18 дітей якого стали професійними музикантами. Ази музичної освіти здобув у школі при католицькому костелі, де з 8 років співав у хорі та навчався гри на органі. Також брав уроки гри на фортепіано у кутаїського музиканта Ф. Мізандарі. Після переїзду сім'ї у 1887 році до Тифлісу, вступив до грузинського народного хору Ладо Агніашвілі. Музикою із ним займався старший брат Іван. Протягом 1895—1899 років навчався у Тифліському музичному училищі за класом валторни і вивчав теорію композиції у Миколи Кленовського. 1896 року розпочав записувати і обробляти грузинські народні пісні. У 1900—1903 роках навчався у Московській консерваторії за класом композиції у Сергія Танєєва. Під час навчання у Москві створив хор грузинських студентів, які виконували народні пісні, опублікував збірки народних пісень і статті про народну грузинську музику.
З 1903 року повернувся до Тифлісу, де розгорнув широку творчу, педагогічну, виконавчу (як органіст та диригент), музино-громадську діяльність. Разом з Мелітоном Баланчивадзе, Дмитром Аркакішвілі та іншими музикантами брав активну участь у створенні нової грузинської музичної школи, у всебічному розвитку музичного життя Грузії. У 1905 році став одним із засновників Грузинського філармонічного товариства, протягом 1908—1917 років очолював хор, оркестр і музичну школу, які були створені при цьому товаристві.
Вів педагогічну роботу. З 1919 року — професор, у 1919, 1923, 1929—1932 роках — директор Тбіліської консерваторії.
Помер в Тбілісі 6 жовтня 1933 року. Похований у Тбілісі, в саду Грузинського театру опери і балету.

## Творчість
Зібрав близько 300 грузинських народних пісень, частина з яких була опублікована 1910 року у «Збірнику грузинських народних пісень». Узагальнивши музичні особливості численних типів народних пісень і танців (карталіно-кахетських, гурійських, сванських та інших) сприяв розвитку грузинської професійної музики.
У творчому доробку опери «Абесалом і Етері» (1918), «Даїсі» (1923), «Латавра» (1927). Серед інших творів — «Грузинська літургія», «Урочиста кантата» (1927, присвячена 10-й річниці Жовтневої революції), сюїта для оркестру (1927), хори, романси.

## Вшанування
| Поштова марка 1971 року. |
| Два грузинських ларі.    |
| Поштова марка Грузії.    |

- Ім'я митця було присвоєно:
  - у 1937 році — Грузинському театру опери та балету[11];
  - низці музичних навчальних закладів[11];
- У 1959 році в Тбілісі, в будинку на вулиці Давида Бакрадзе, № 10, де протягом 1915—1922 років мешкав композитор, відкрито Будинок-музей його імені[12], також Будинок-музей його імені відкрито в Кутаїсі[11];
- Його ім'я у Москві з 1960 року носили Малий Ржевський провулок та Ножовий провулок, які були однією вулицею Паліашвілі[13]. 1993 року їм повернуті історичні назви[14];
- У 1971 році в СРСР, до 100-річчя з дня народження композитора, випущена присвячена йому поштова марка, номіналом 4 копійки;
- У 1971 році заснована Державна премія Грузинської РСР імені Захарія Паліашвілі[11];
- Його ім'я носять вулиці в Волгограді, Батумі, Кутаїсі, Тбілісі.
- Портрет Паліашвілі поміщений на банкноту номіналом у два грузинські ларі;
- У 2018 році Поштою Грузії випущена поштова марка номіналом один грузинський ларі, присвячена Захарію Паліашвілі.